# Squamipalpis unilineata
Squamipalpis unilineata là một loài bướm đêm trong họ Noctuidae.